# Alcazarén
Alcazarén ist ein Ort und eine spanische Gemeinde mit 614 Einwohnern (Stand: 2024) in der Provinz Valladolid der Region Kastilien-León.

## Lage
Der Ort Alcazarén liegt in der Iberischen Meseta knapp 35 km (Fahrtstrecke) südlich von Valladolid bzw. gut 85 km nördlich von Ávila in einer Höhe von ca. 735 m ü. d. M. Das Klima im Winter ist kalt, im Sommer dagegen warm bis heiß; der spärliche Regen (ca. 400 mm/Jahr) fällt verteilt übers ganze Jahr.

## Bevölkerungsentwicklung
| Jahr      | 1857  | 1900  | 1950  | 2000 | 2012 |
| Einwohner | 1.333 | 1.275 | 1.386 | 687  | 707  |

Der kontinuierliche Bevölkerungsrückgang in der zweiten Hälfte des 20. Jahrhunderts ist im Wesentlichen auf die Mechanisierung der Landwirtschaft zurückzuführen.

## Wirtschaft
Die Einwohner lebten jahrhundertelang hauptsächlich als Selbstversorger von der Landwirtschaft, zu der auch ein wenig Viehzucht (Schafe, Ziegen, Hühner) und in geringem Umfang auch der Weinbau gehörte. Erwirtschaftete Überschüsse konnten wegen der großen Entfernungen zu den städtischen Märkten nur schwer verkauft werden.

## Geschichte
Bereits im 10. Jahrhundert eroberten vereinigte leonesisch-kastilische Heere unter der Führung des kastilischen Grafen Fernán González die entvölkerten Flächen südlich des Duero, doch machte der maurische Heerführer Almansor Ende des 10. Jahrhunderts die Erfolge wieder zunichte. Nach der endgültigen Rückeroberung (reconquista) durch Alfons VI. im ausgehenden 11. Jahrhundert wurde das weitgehend menschenleere Gebiet neu besiedelt; der Ort Alcazarén („zwei Paläste“) kam zum Königreich León. Nach vorangegangenen Versuchen vereinigte sich León im Jahr 1230 endgültig mit dem Königreich Kastilien. Im Jahr 1482 gewährten die Katholischen Könige den Bürgern der Stadt gewisse Privilegien. Seine Blütezeit erlebte Alcazarén im ausgehenden Mittelalter und in der frühen Neuzeit.

## Sehenswürdigkeiten

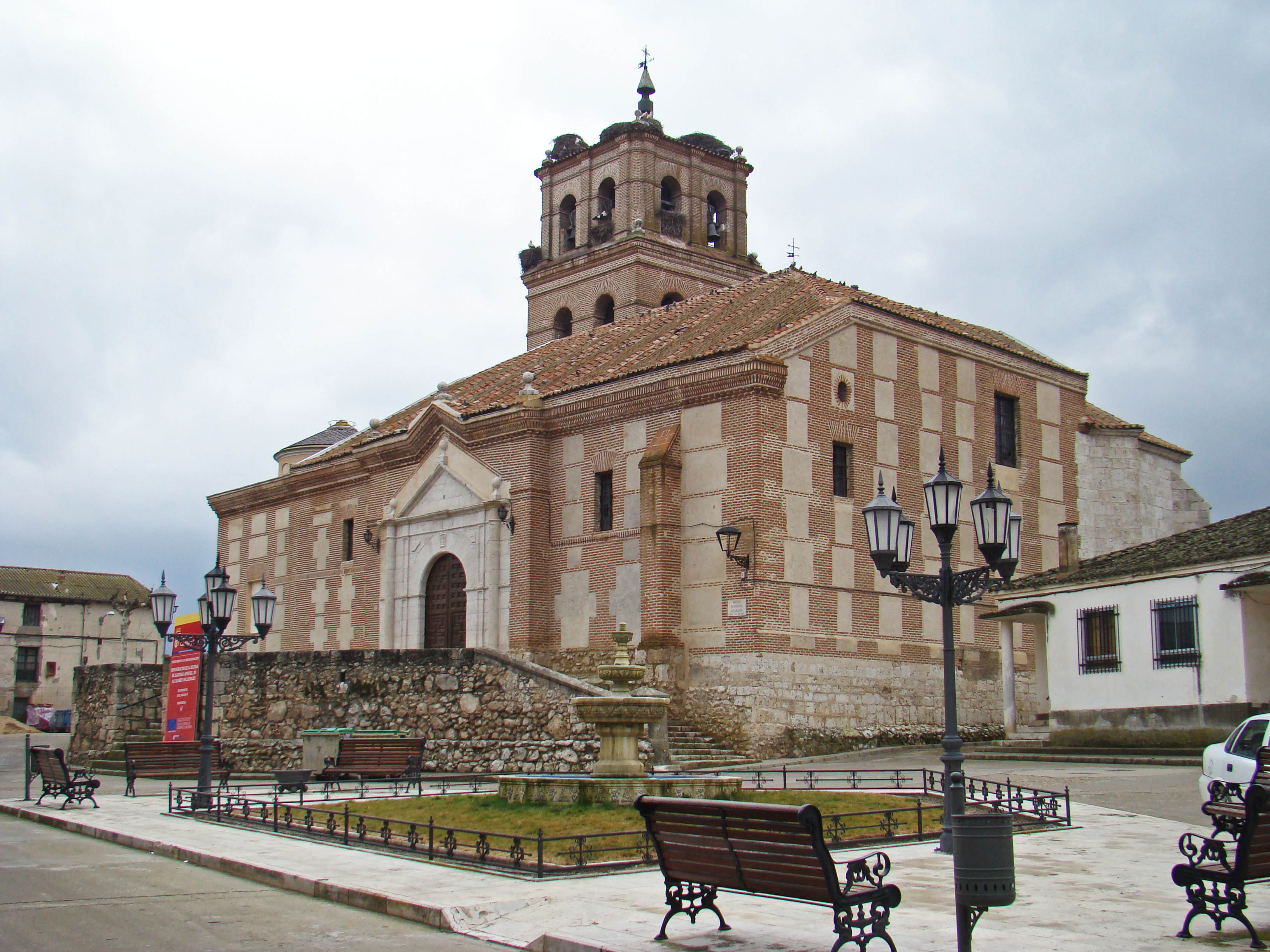
Fassade der Iglesia de Santiago Apóstol

- Die Iglesia de San Pedro entstand im 13. oder frühen 14. Jahrhundert; aus dieser Zeit stammt noch die zur Gänze aus versetzt angeordneten dreigeschossigen Ziegelstein-Blendarkaden bestehende Apsis im Mudéjarstil. Der Glockenturm und das Kirchenschiff stammen aus dem 16. Jahrhundert. Neben der Apsis befindet sich ein Naturstein-Brunnen aus dem Jahr 1795. Die Kirche wird heute als Kulturzentrum genutzt – alle Altäre wurden in die Iglesia de Santiago Apóstol transferiert; der Hauptaltar, der einige gotische Fresken verdeckt hatte, befindet sich heute in der Ermita del Cristo del Humilladero.[5]
- Die Iglesia de Santiago Apóstol entstand ungefähr zur gleichen Zeit und ihre Apsis zeigt in etwa den gleichen Aufbau – nur dass die beiden unteren Blendarkadenreihen übereinander angeordnet sind. Auch hier wurden Langhaus und Glockenturm im 16. Jahrhundert erneuert. Bemerkenswert ist das aus Naturstein gefertigte Renaissanceportal auf der Nordseite. Im Inneren stehen mehrere Altäre mit geschnitzten Aufsätzen. Beachtung verdient die barocke Ausgestaltung der Capilla de la Virgen del Carmen mit einem vergoldeten Altarretabel und einer stuckierten und buntbemalten Kuppel mit nahezu ‚primitiv‘ anmutenden Engelsfiguren.[6]
- Ca. 1 km südwestlich des Ortszentrums steht die um die Mitte des 18. Jahrhunderts im Barockstil ausgestaltete Ermita del Cristo del Humilladero.[7]
- Das Rathaus (ayuntamiento) in seiner heutigen Form entstand im 18. Jahrhundert; die von zweigeschossigen Arkaden dominierte Fassade des im 16. Jahrhundert errichteten Ursprungsbaus ist jedoch teilweise erhalten.[8]